# 8 Dywizja (KRLD)
8 Dywizja – jeden ze związków taktycznych (dywizja) wojsk KRLD podczas wojny koreańskiej.
Sformowana w lipcu 1950 na wyzwalanych obszarach południa, w okolicy Chuncheon. Brała udział w ofensywie na tzw. worek pusański. Wobec amerykańskiej ofensywy jesienią 1950 ewakuowana na północ. W 1951 broniła pozycji wzdłuż rzeki Imjin.